# I (hudební skupina)
I byla norská heavy/black metalová hudební superskupina založená v roce 2005 v norském městě Bergen. Skládala se z členů známých norských kapel: Olve Eikemo (pod přezdívkou Abbath, hrával v Immortal), Armagedda (ex-Immortal), kytarista Ice Dale alias Arve Isdal (ex-Enslaved) a Tom Cato Visnes alias T.C. King (ex-Gorgoroth).
V roce 2006 vyšlo první studiové album s názvem Between Two Worlds (česky Mezi dvěma světy). Magazín Decibel připodobnil hudební projev I ke stylu britské kapely Motörhead a lyriku ke švédské Bathory.

## Diskografie
Studiová alba
- Between Two Worlds (2006, Nuclear Blast) – v českém překladu Mezi dvěma světy

Sampler
- HammerFall / I / Belphegor Sampler (2006) – sampler společně s kapelami HammerFall a Belphegor